# Xu Haohong
Xu Haohong (許皓鋐T, 许皓𬭎S, Xǔ HàohóngP; Hsinchu, 30 aprile 2001) è un goista taiwanese. Vincitore di diversi tornei nazionali, a inizio anni 2020 è il migliore goista taiwanese: nel 2022 è stato il vincitore di otto campionati nazionali su nove, stabilendo un primato; nel 2023 ha vinto la medaglia d'oro nella competizione maschile individuale ai XIX Giochi asiatici di Hangzhou, seconda vittoria di un goista taiwanese in un torneo internazionale.

## Biografia
Anche noto col nome di Hsu Hao-hung, ha ottenuto il grado di 1 dan professionista dalla federazione taiwanese di go nel 2012, di 2 dan nel 2014, di 3 dan nel 2016, di 4 dan nel settembre 2017, di 5 dan nel novembre 2017 per la vittoria nel Zhonghuan Qisheng; ottenne il 6 dan nel gennaio 2019, 7 dan nel luglio 2020 per l'accesso ai quarti di finale della 13ª edizione della Chunlan Cup, 8 dan nel marzo 2022 e 9 dan nel dicembre dello stesso anno.
Nel 2017 ha vinto lo Zhonghuan Qisheng con una vittoria per 2-0 contro Lin Junyan.
Nel 2018 ha perso la finale dell'undicesima edizione del Qiwang, sconfitto per 1-4 da Lin Junyan. Ha vinto lo Shiduan sconfiggendo per 3-1 Wang Yuanjun. Ha vinto la Coppa Haifeng, sconfiggendo Jian Jingting per 2-0;  ha perso lo Zhonghuan Qisheng per 1-2 contro Lin Shixun.
Nel 2019 ha vinto lo Shiduan sconfiggendo per 3-1 Lai Junfu. Ha vinto il Guoshou sconfiggendo per 3-0 Wang Yuanjun. Ha vinto la Coppa Haifeng, sconfiggendo Wang Yuanjun per 2-0. Ha conquistato lo Zhonghuan Qisheng con una vittoria per 2-0 contro Jian Jingting.
Nel 2020 è stato finalista della prima edizione del Mingren, persa per 4-2 contro Lin Junyan. Ha vinto la finale del Qiwang sconfiggendo Wang Yuanjun. Ha vinto lo Shiduan sconfiggendo per 3-1 Lin Lixiang. Ha vinto il Guoshou sconfiggendo per 3-1 Chen Qirui. Ha difeso lo Zhonghuan Qisheng con una vittoria per 2-1 contro Lin Junyan.
Nel 2021 ha vinto la seconda edizione del Mingren, sconfiggendo Wang Yuanjun per 4-1. Ha perso la finale della quattordicesima edizione del Qiwang per 3-4 contro Lin Junyan. Ha vinto lo Shiduan sconfiggendo per 3-0 Lin Junyan. Ha vinto il Guoshou sconfiggendo per 3-0 Lin Lixiang. Ha vinto la Coppa Haifeng, sconfiggendo Lin Junyan per 2-0. Ha sconfitto 2-0 Jian Jingting, conquistando il Kuaiqi.
Nel 2022 ha vinto otto dei nove titoli nazionali taiwanesi, stabilendo un primato; a eccezione dello Zhonghuan Qisheng, ha infatti vinto:
- la quindicesima edizione del Coppa Haifeng, sconfiggendo Wang Yuanjun per 2-0 (16 marzo);
- la terza edizione del Mingren, sconfiggendo Lin Junyan per 4-0 (21 aprile);
- la dodicesima edizione dello Shiduan, sconfiggendo Chen Qirui per 3-1 (2 giugno);
- la ventunesima edizione del Tianyuan, sconfiggendo Wang Yuanjun per 3-1 (7 giugno);
- la terza edizione della Coppa UMC, sconfiggendo Wang Yuanjun per 4-2 (11 novembre);
- la terza edizione del Kuaiqi, sconfiggendo Wang Yuanjun per 2-0 (8 dicembre);
- la quindicesima edizione del Qiwang, sconfiggendo Lin Junyan per 4-1 (12 dicembre);
- la diciottesima edizione del Guoshou, sconfiggendo Chen Qirui per 3-0 (20 dicembre).

Nel 2023 ha vinto lo Shiduan per la sesta volta consecutiva (3-0 contro Chen Qirui), stabilendo il primato per il massimo numero di vittorie consecutive di un titolo nazionale taiwanese nell'ultimo decennio. Ha sconfitto 4-1 Lai Junfu conquistando la ventiduesima edizione del Tianyuan.  Con una vittoria per 4-0 contro Xu Qingen ha conquistato la quarta edizione della Coppa UMC. Ha poi vinto la sedicesima edizione del Qiwang, sconfiggendo in finale per 4-1 Lin Lixiang. Ha sconfitto per 3-1 Lu Yiquan nella finale della diciannovesima edizione del Guoshou, competizione che ha vinto per cinque volte consecutive, stabilendo il primato per il torneo. Ha poi vinto l'undicesima edizione dello Zhonghuan Qisheng sconfiggendo per 2-1 Lai Junfu; si tratta della quarta vittoria nella competizione, un primato, e del sesto titolo nazionale nel 2023.
A marzo 2024 ha sconfitto per 2-0 Xu Jingen nella finale della sedicesima edizione della Coppa Haifeng; si è trattato della sua quinta vittoria della competizione, un primato. A maggio ha sconfitto per 4-0 Lin Shixun nella finale della ventitreesima edizione del Tianyuan, ottenendo il titolo per la terza volta consecutiva. A giugno ha sconfitto per 4-1 Lin Junyan ha vinto la quinta edizione del Mingren. Ad agosto ha vinto per la settima edizione consecutiva lo Shiduan, sconfiggendo Lai Junfu. A ottobre ha sconfitto Xu Jingen nella finale del Kuaiqi e Chen Quirui nella finale dello Zhonghuan Qisheng. A dicembre ha vinto il suo sesto Guoshou consecutivo sconfiggendo Lin Lixiang e il quarto Qiwang contro Chen Qirui.
A giugno 2025 ha vinto per la quarta volta consecutiva il Tianyuan contro Xu Jingen.

### Carriera internazionale
A livello internazionale è spesso l'unico goista non appartenente alle prime tre federazioni (Corea del Sud, Cina e Giappone) a superare i turni preliminari: è arrivato ai quarti di finale della 9ª edizione della Ing Cup (2020) e della 13ª edizione della Chunlan Cup (2021), agli ottavi di finale della 27ª (2022) e della 28ª edizione della Samsung Fire Cup (2023). Come goista ospite della squadra Shanghai Jianqiao Institute ha partecipato alla ventitreesima edizione della Chinese A League. Come capitano della squadra Formosa Elite ha partecipato all'edizione 2022–23 della Korean Baduk League.
È stato selezionato come membro della squadra taiwanese ai XIX Giochi asiatici, dove ha partecipato sia alla competizione maschile individuale sia a quella maschile a squadre. Nella competizione individuale, Xu è finito terzo nel girone di qualificazione, con quattro vittorie (tra cui quella contro il giapponese Shibano Toramaru) e due sconfitte (contro il sudcoreano Shin Jin-seo e contro il cinese Yang Dingxin). Ai quarti di finale ha sconfitto il sudcoreano Park Jung-hwan (numero due al mondo), in semifinale il sudcoreano Shin Jin-seo (numero uno al mondo), mentre in finale ha conquistato la medaglia d'oro sconfiggendo il cinese Ke Jie (numero tre al mondo). Si è trattata della seconda vittoria di un goista taiwanese in un titolo internazionale maggiore, dopo la vittoria di Zhou Junxun nella Coppa LG del 2007. Nella competizione a squadre ha formato la compagine taiwanese con Lai Junfu, Lin Junyan, Wang Yuanjun e Xu Jiayuan. Nel torneo preliminare ha ottenuto tre vittorie, inclusa quella contro il giapponese Seki Kotaro, e una sconfitta, quella contro il sudcoreano Byun Sang-il: in questo modo ha contribuito al passaggio del turno di Taiwan come terza in classifica. In semifinale la squadra taiwanese ha incontrato nuovamente quella cinese, venendo ancora sconfitta per 1-4: Xu ha ottenuto l'unica vittoria, contro Li Qincheng. Nella finale per il bronzo, Taiwan ha nuovamente incontrato il Giappone, ma il risultato è stato ribaltato rispetto alle qualifiche, con il Giappone che ha sconfitto Taiwan 4-1: Xu ha ottenuto l'unica vittoria, contro Seki Kotaro. Il bilancio totale di Xu nella manifestazione è stato di 12 vittorie e 3 sconfitte, mentre contro i professionisti di alto livello ha avuto un bilancio di 7 vittorie e 3 sconfitte.
Nel corso della 10ª edizione della Ing Cup è arrivato in semifinale, dove è stato sconfitto per 0–2 dal cinese Xie Ke.

## Palmarès
| Nazionali                              | Nazionali                        | Nazionali      |
| Tornei                                 | Vittorie                         | Finalista      |
| -------------------------------------- | -------------------------------- | -------------- |
| Mingren                                | 3 (2021, 2022, 2024)             | 1 (2020)       |
| Qiwang                                 | 4 (2020, 2022-2024)              | 2 (2018, 2021) |
| Tianyuan                               | 4 (2022-2025)                    |                |
| Coppa UMC                              | 2 (2022, 2023)                   |                |
| Shiduan                                | 7 (2018-2024)                    | 1 (2016)       |
| Guoshou                                | 6 (2019-2024)                    |                |
| Coppa Haifong                          | 5 (2018, 2019, 2021, 2022, 2024) |                |
| Zhonghuan Qisheng                      | 5 (2017, 2019, 2020, 2023, 2024) | 1 (2018)       |
| Kuaiqi                                 | 4 (2020-2022, 2024)              |                |
| Xinren Wang                            | 1 (2017)                         |                |
| Internazionali                         |                                  |                |
| Tornei                                 | Vittorie                         | Finalista      |
| Giochi asiatici (maschile individuale) | 1 (2023)                         |                |
| Totale                                 | 42                               | 5              |